# Simcha Jacobovici
Simcha Jacobovici, né le 4 avril 1953 à Petach Tikvah (Israël, près de Tel-Aviv) est un réalisateur de documentaires canadien.

## Biographie
Il grandit à Montréal, Canada. Il parle couramment anglais, français, hébreu et roumain. Il est diplômé en philosophie et en sciences politiques à l'Université McGill et en relations internationales à l'Université de Montréal.
En 1979, il est Président du Congrès international du World Union of Jewish Students (WUJS). En 1980, il reçoit la médaille de la Knesset et devient consultant sur les criminels de guerre nazis auprès du Procureur général du Canada.
Simcha Jacobovici est aussi le cofondateur de la Canadian Association for Ethiopian Jews (1980) et du Canadian Physicians for Aid and Relief (1985). Depuis 1993, il est président du Centre communautaire juif de Riverdale dont il est un des fondateurs.

## Œuvres
Il est le réalisateur avec James Cameron du documentaire La Tombe perdue de Jésus (Ce documentaire porte sur la tombe de Jésus-Christ à Talpiot. Il est très controversé.) pour Discovery Channel et L'Atlantide, la cité perdue, pour National Geographic.